# Richard Brend'amour

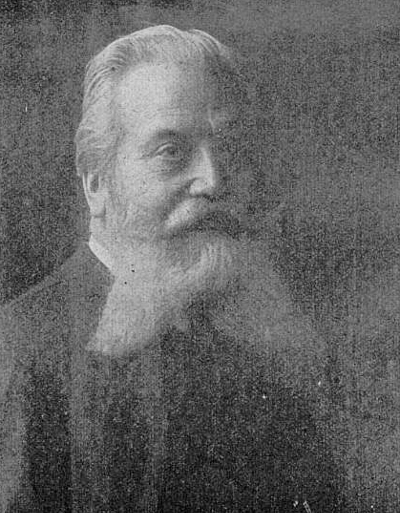
Richard Brend'amour (1911), por Otto Renard (1855-1943).

Franz Robert Richard Brend’amour (16 de octubre de 1831, Aquisgrán-22 de enero de 1915, Düsseldorf) fue un xilógrafo, impresor y editor alemán.

## Biografía

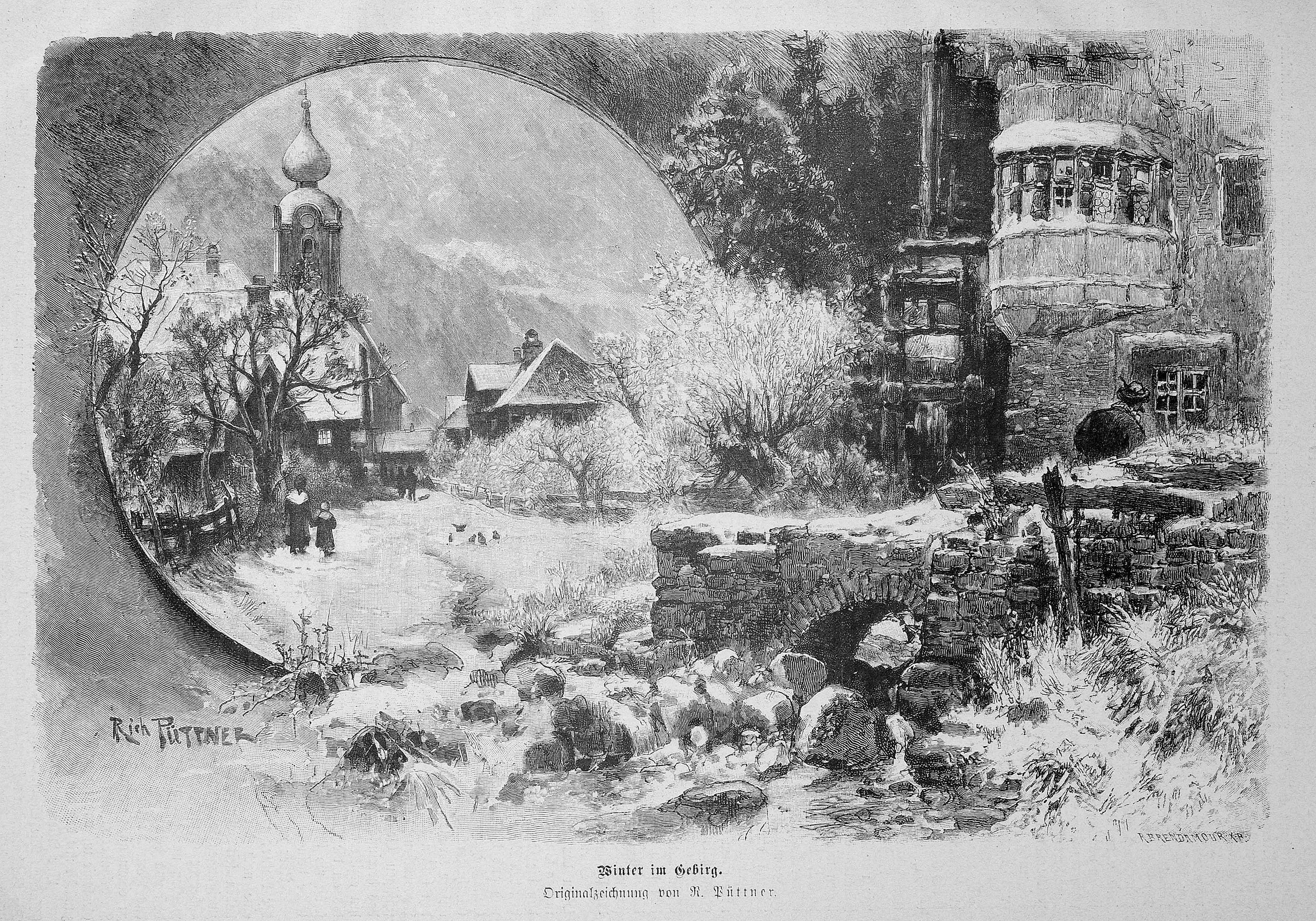
"Invierno en las Montañas", del Die Gartenlaube.

Provenía de una familia de hugonotes; el hijo mayor de Johann Nikolaus Brend’amour, un inspector de policía, y de su esposa Maria Sophia, de soltera Leruth. Entre 1846 y 1849 fue un aprendiz del grabador Eustach Stephan, en Colonia. Cuando Stephan se trasladó a París en 1850, continuó su formación con el litógrafo Johann Anton Ramboux. También hizo copias de grabados clásicos del Renacimiento.
En 1856, fue a Düsseldorf, donde estableció la Xylographische Kunstanstalt Brend’amour & Cie, un "instituto de arte", con varios asistentes. Su negocio creció constantemente y en 1866 incorporó a su cuñado, Rudolf Goldenberg, para gestionar su administración financiera. Sus ilustraciones para obras literarias le llevaron a un amplio reconocimiento fuera de Alemania. Proporcionaba ilustraciones para revistas y periódicos, incluyendo el Illustrirte Zeitung, el Über Land und Meer, y Die Gartenlaube. Presumiblemente, no todas las ilustraciones eran del propio Brend'amour; eran de largo demasiadas. En 1872, en la Exhibición Politécnica Internacional en Moscú, la medalla de oro fue concedida oficialmente a su compañía, no personalmente a Brend'amour.
Durante la década de 1870, añadió sucursales en Berlín, Leipzig, Braunschweig, Stuttgart y Múnich. Tenía relaciones empresariales con compañías en Inglaterra, Francia y España. Gustav Kruell, quien más tarde se convertiría en un conocido grabador en los Estados Unidos, fue un aprendiz en la sucursal original de la compañía a principios de la década. 
En 1898 su sobrino, Fritz Goldenberg, y Heinrich Simhart establecieron la firma de artes gráficas Brend’amour, Simhart & Co, en Múnich. Desde 1859 hasta su muerte, fue miembro de la asociación progresista de artistas, Malkasten, y del Verein der Düsseldorfer Künstler. En 1904, se le concedió la Orden de la Corona de Prusia. Cinco años después se retiró y recibió la Orden del Águila Roja.
Su taller ayudó al desarrollo y diseminación de varias técnicas, como el semitono o chemograms. Una calle recibe su nombre en Oberkassel.

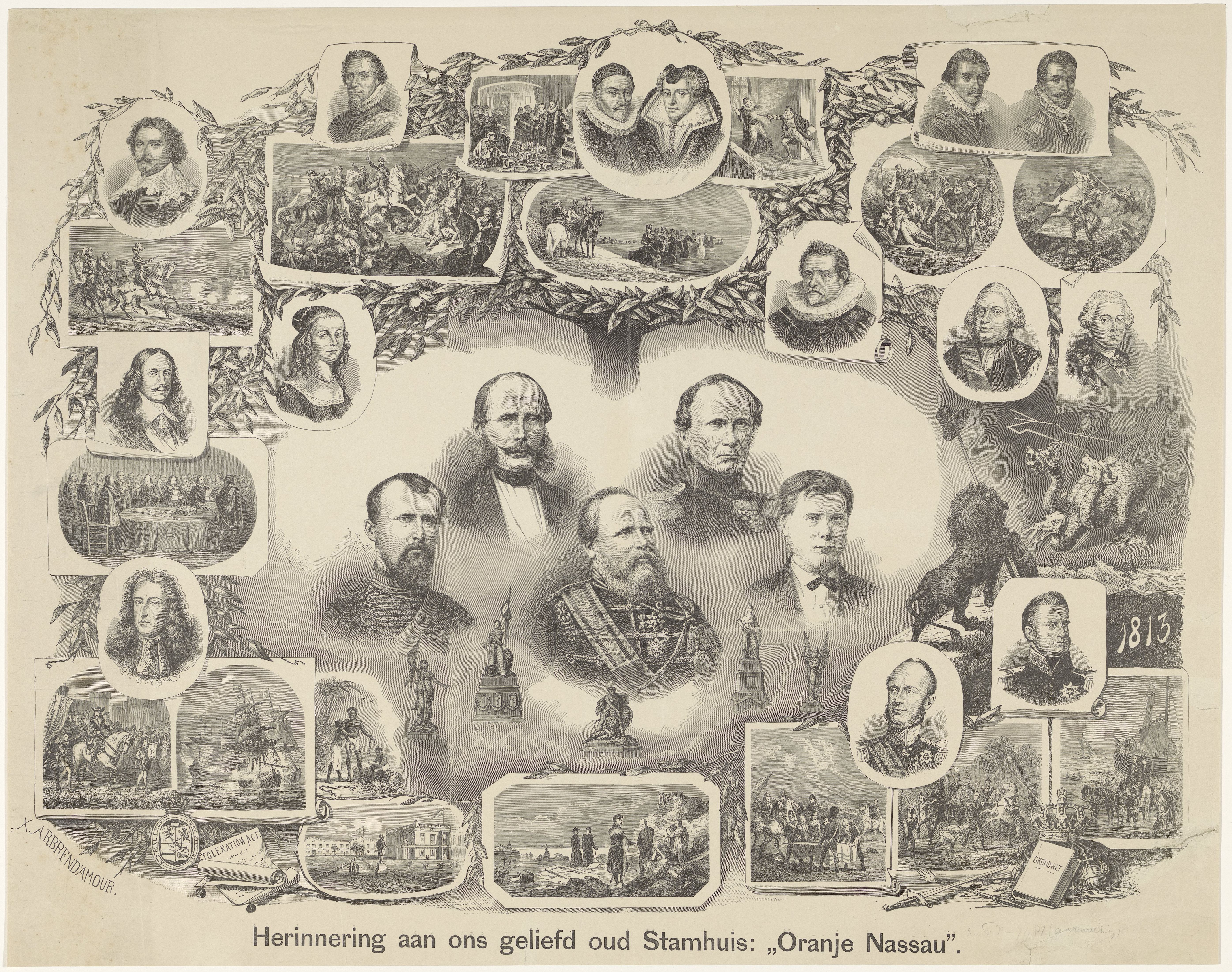
Placa conmemorativa por el veinticinco aniversario del reinado del rey Guillermo III de los Países Bajos.